# 1939 في النمسا
فيما يلي قوائم الأحداث التي وقعت خلال عام 1939 في النمسا.

## كتب
من الكتب التي صدرت هذه السنة في النمسا:
- 1 يناير – موسى والتوحيد من تأليف سيغموند فرويد.

## مواليد

### يناير
- 1 يناير – نوربرت لواكر كاتب نمساوي.
- 22 يناير – هيلموت راوخ فيزيائي نمساوي.

### فبراير
- 1 فبراير – فريتيوف كابرا فيزيائي أمريكي.

### يونيو
- 5 يونيو – فرانتس فورر حكم كرة قدم نمساوي.

## وفيات

### يناير
- 9 يناير – يوهان شتراوس الثالث (مواليد 1866) ملحن نمساوي.
- 12 يناير – تيودور زايف (مواليد 1894)

### فبراير
- 28 فبراير – فرانز فيرنر (مواليد 1867)

### أكتوبر
- 31 أكتوبر – أوتو رانك (مواليد 1884) نفساني نمساوي.